# وديع (اسم)
وديع هو اسم علم مذكر من أصل عربي، ومعناه هو الأنيس الموادع المطمئن الهادئ العهد.

## شخصيات تحمل الاسم
- وديع البستاني (1886[3] – 20 يناير 1954)
- وديع الجريء (لاعب كرة قدم تونسي، القرن 20 – )
- وديع الحاج (25 يوليو 1960 – )
- وديع الخازن (سياسي لبناني، 14 أغسطس 1945 – )
- وديع الصافي (موسيقار ومغني وعازف عود لبناني، 1 نوفمبر 1921[4] – 11 أكتوبر 2013[4])
- وديع العبيد (لاعب كرة قدم سعودي، 29 أغسطس 1988[5] – )
- وديع حداد (1927[6][7] – 28 مارس 1978[6])
- وديع دده (6 سبتمبر 1920 – )
- وديع سعادة (3 يوليو 1948 – )
- وديع صبرا (ملحن لبناني، 23 فبراير 1876 – 11 أبريل 1952)

## وصلات خارجية
- موسوعة السلطان قابوس لأسماء العرب